# Западно-центральная часть штата Риу-Гранди-ду-Сул (мезорегион)

Западно-центральная часть штата Риу-Гранди-ду-Сул на карте.

Западно-центральная часть штата Риу-Гранди-ду-Сул (порт. Mesorregião do Centro Ocidental Rio-Grandense) — административно-статистический мезорегион в Бразилии, входит в штат Риу-Гранди-ду-Сул. Население составляет 536 938 человек (на 2010 год). Площадь — 25 939,747 км². Плотность населения — 20,70 чел./км².

## Демография
Согласно сведениям, собранным в ходе переписи 2010 г. Национальным институтом географии и статистики (IBGE), население мезорегиона составляет:
| Полное население                            | Полное население                            | Полное население                            | Полное население                            | 536 938 |
| ------------------------------------------- | ------------------------------------------- | ------------------------------------------- | ------------------------------------------- | ------- |
| в том числе:                                | Городское население                         | 434 415                                     | Процент городского населения, %             | 80,91   |
|                                             | Сельское население                          | 102 523                                     | Процент сельского населения, %              | 19,09   |
|                                             | Мужское население                           | 260 410                                     | Процент мужского населения, %               | 48,50   |
|                                             | Женское население                           | 276 528                                     | Процент женского населения, %               | 51,50   |
| Плотность населения, чел/км²                | Плотность населения, чел/км²                | Плотность населения, чел/км²                | Плотность населения, чел/км²                | 20,70   |
| Население мезорегиона в % к населению штата | Население мезорегиона в % к населению штата | Население мезорегиона в % к населению штата | Население мезорегиона в % к населению штата | 5,02    |

## Статистика
- Валовой внутренний продукт на 2003 составляет 4 631 127 144,00 реалов (данные: Бразильский институт географии и статистики).
- Валовой внутренний продукт на душу населения на 2003 составляет 8466,74 реалов (данные: Бразильский институт географии и статистики).
- Индекс развития человеческого потенциала на 2000 составляет 0,810 (данные: Программа развития ООН).

## Состав мезорегиона
В мезорегион входят следующие микрорегионы:
1. Рестинга-Сека
2. Санта-Мария
3. Сантиагу